# QMJHL Humanitarian of the Year
A QMJHL Humanitarian of the Year egy díj a QMJHL-ben (mely egy junior jégkorongliga Kanadában). Annak a játékosnak ítélik oda, aki sokat tesz a közösségért és az emberkért. A díj neve 1992 és 1997 között Karcher Plaque volt. Ezután a Wittnauer Plaque nevet kapta.

## A díjazottak
| Szezon           | Játékos                    | Csapat                       |
| Wittnauer Plaque | Wittnauer Plaque           | Wittnauer Plaque             |
| ---------------- | -------------------------- | ---------------------------- |
| 2013–2014        | Charles-David Beaudoin     | Drummondville Voltigeurs     |
| 2012–2013        | Konrad Abeltshauser        | Halifax Mooseheads           |
| 2011–2012        | Vincent Barnard            | Québec Remparts              |
| 2010–2011        | Gabriel Lemieux            | Shawinigan Cataractes        |
| 2009–2010        | Nick MacNeil               | Cape Breton Screaming Eagles |
| 2008–2009        | Matthew Pistilli           | Shawinigan Cataractes        |
| 2007–2008        | Chris Morehouse            | Moncton Wildcats             |
| 2006–2007        | Roger Kennedy              | Halifax Mooseheads           |
| 2005–2006        | Joey Ryan                  | Québec Remparts              |
| 2004–2005        | Guillaume Desbiens         | Rouyn-Noranda Huskies        |
| 2003–2004        | Josh Hennessy              | Québec Remparts              |
| 2002–2003        | David Massé                | Québec Remparts              |
| 2002–2003        | A. J. MacLean              | Halifax Mooseheads           |
| 2001–2002        | Jonathan Bellemare         | Shawinigan Cataractes        |
| 2000–2001        | Ali MacEachern             | Halifax Mooseheads           |
| 1999–2000        | Simon Gamache              | Val-d'Or Foreurs             |
| 1998–1999        | Philippe Sauvé             | Rimouski Océanic             |
| 1997–1998        | David Thibeault            | Victoriaville Tigres         |
| Karcher Plaque   |                            |                              |
| 1996–1997        | Jason Groleau              | Victoriaville Tigres         |
| 1995–1996        | Danny Brière               | Drummondville Voltigeurs     |
| 1994–1995        | David-Alexandre Beauregard | Saint-Hyacinthe Laser        |
| 1993–1994        | Stephane Roy               | Val-d'Or Foreurs             |
| 1992–1993        | Jean Nadeau                | Shawinigan Cataractes        |